# Zetela textilis
Zetela textilis es una especie de molusco gasterópodo de la familia Solariellidae.

## Distribución geográfica
Se encuentra  en Nueva Zelanda.
También pero en menor cantidad se encuentran en Uruguay